# Thripsobremia
Thripsobremia is een muggengeslacht uit de familie van de galmuggen (Cecidomyiidae).

## Soorten
- T. quercifolia (Felt, 1908)
- T. thripivora Gagne, 1993